# Daniel Vladař
Daniel Vladař (Praga, República Checa, 20 de agosto de 1997) es un jugador profesional checo de hockey sobre hielo que se desempeña en la posición de guardameta en Calgary Flames, equipo de la National Hockey League (NHL).

## Carrera
Fue seleccionado en la tercera ronda en la NHL Entry Draft de 2015. En 2019 hizo su debut profesional con el equipo Boston Bruins, en el cual jugó dos temporadas (2019-2021), después pasó a Calgary Flames, donde lleva jugando tres temporadas.